# Добровольский сельский совет (Близнюковский район)
Добровольский сельский совет — входит в состав Близнюковского района Харьковской области Украины.
Административный центр сельского совета находится в селе Доброволье.

## История
- 1919 — дата образования.
- После 17 июля 2020 года в рамках административно-территориальной реформы по новому делению Харьковской области[2][3] данный сельский совет, как и весь Близнюковский район Харьковской области, был упразднён; входящие в совет населённые пункты и его территории присоединены к … территориальной общине Лозовского(?) района.
- Сельсовет просуществовал 101 год.

## Населённые пункты совета
- село Доброволье
- село Берестовое
- село Анновка
- село Одинецкое
- село Якововка